# Alfredo Marcos Oteruelo
Alfredo Marcos Oteruelo (Pozos, 25 de marzo de 1932 - León, 14 de febrero de 2004) fue un periodista, escritor y político. Doctor en Filosofía y licenciado en Ciencias de la Información, comenzó su andadura periodística corresponsal de El Correo Catalán en Madrid, y director de la revista "León" y la revista oral Legio, ambas ligadas con la Casa de León en Madrid. En 1957 se incorporó a Diario de León en 1957 como columnista. En 1964 fue nombrado director de Diario de León, convirtiéndose en el periodista más joven en alcanzar el puesto de director de un periódico en España. Dirigió el Diario de León durante diez años, entre 1964 y 1973. Durante su mandato el periódico realizó el cambio tecnológico a la impresión en offset e incorporó como colaboradores a articulistas y periodistas como  Francisco Umbral, Félix Pacho Reyero, Bernardino Martínez Hernando, Jesús Torbado, José Antonio Carro Celada, César Aller o Ernesto Escapa. Umbral aseguró que Marcos Oteruelo "fue uno de los primeros periodistas que creyeron en mí. Débil de hechura, fue la fuerza más fuerte en que pude basamentarme para empezar a creer en mí mismo. Contra aquel alcalde fáctico, contra la sección femenina, contra la prensa del movimiento,  Alfredo, yo y mi vocación". Tras abandonar la dirección del periódico continuó en Diario de León como crítico de arte y a partir de 1986 comenzó a colaborar como articulista en la Crónica de León.
Durante décadas, compatibilizó su dedicación al periodismo con la enseñanza como catedrático de Filosofía en distintos institutos de Enseñanza Media.
Desarrolló además una intensa actividad política. Ocupó distintos cargos provinciales en Alianza Popular y el Partido Popular de León y fue durante dos legislaturas (1982-1990) procurador en las Cortes de Castilla y León por el PP  y miembro y presidente del Consejo Asesor de Radio Televisión Española en Castilla y León.
Alfredo Marcos Oteruelo escribió diversas obras de filosofía y dos libros de poemas.

## Obra
- La expresión filosófica (1977)
- El pensamiento de Gumersindo de Azcárate
- Algo nuevo sobre comunicación
- El periodismo de G. de Lama: Razón, existencia y libertad
- Elegías en León (1996), poesía
- Leoneses de ayer y hoy  (1999)
- Hojas verdes y amarillas (2003), poesía